# Iphigénie Milet-Mureau
Pour les articles homonymes, voir Milet (homonymie) et Decaux.
Iphigénie Decaux (née Claire Françoise Iphigénie d'Estouff Milet de Mureau à Toulon le 17 juin 1778 et décédée à Saint-Germain-en-Laye le 8 juillet 1862) est une peintre française spécialisée dans les natures mortes florales. On la retrouve également sous le nom d'Iphigénie Milet-Mureau.

## Biographie

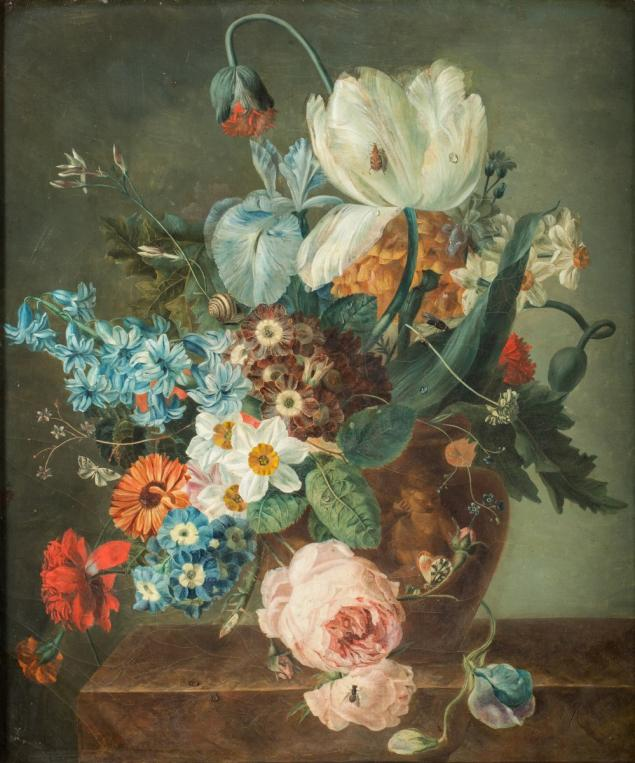
Vase fleuri sur un entablement.

Née à Toulon, elle est la fille de Louis Marie de Milet de Mureau (1751-1825), aristocrate et général français et de Catherine Louise de Terras (1752-1813). Elève du peintre Jan Frans van Dael elle devient une artiste accomplie.
Le 24 novembre 1800, elle épouse Louis-Victor de Blacquetot de Caux (1775-1845), un général et politicien français. Devenue vicomtesse Claire-Françoise-Iphigénie de Caux de Blacquetot, elle prend alors le nom de vicomtesse Iphigénie Decaux.
Elle expose à plusieurs reprises au Salon de Paris entre 1802 et 1819. Sa nature morte Fleurs et fruits présentée au Salon de 1808 a été achetée par l'Impératrice. En raison de sa position sociale et n'ayant pas besoin de peindre et de vendre des toiles pour vivre, ses œuvres restent assez rares,.
Iphigénie Decaux meurt à Saint-Germain-en-Laye en 1862.